# Medonjice
Medonjice (Arctiidae) porodica su srednje velikih (promjer krila 5 do 8 cm) noćnih leptira prednjih i stražnjih krila različitih boja.

## Izgled
Prednja krila su im u neupadljivim nijansama smeđe, a stražnja žarke crvene, žute ili plave boje. U mirovanju se vide samo prednja krila koja su položena poput krovišta. Kad poleti, ističu se upadljive boje stražnjih krila što bi trebalo upozoriti svakog napadača na nejestivost. Ženka ima jednostavna, a mužjak perasta ticala.

## Gusjenica
Gusjenice imaju guste i dugačke dlake koje donekle podsjećaju na medvjeđe krzno (po čemu je porodica dobila naziv). Kukuljica je valjkasta, sjajne površine. Nastanjuju svijetle šume i rubove šuma.

## Vrste
Najpoznatije su vrste: crna medonjica (Arctia villica), dudovac (Hyphantriea cunea), modrocrvena medonjica (Panaxia dominula), purpurna medonjica (Rhyparia purpurata), ruska medonjica (Panaxia quadripunctaria Poda), smeđa medonjica (Arctia caja).